# Michael Holt
Michael Holt, född 7 augusti 1978 i Nottingham, är en engelsk snookerspelare, professionell 1996–2022.

## Karriär
Holt blev professionell 1996 men gjorde inga anmärkningsvärda resultat i början av sin karriär, som bäst en kvartsfinal i UK Championship 1999. Han kvalificerade sig till VM första gången 2005, och gick då till andra omgången, där han föll mot Steve Davis. Efter det låg Holt stadigt runt 25:e plats på världsrankingen, utan att åstadkomma några riktiga toppresultat, med undantag för en vinst i inbjudningsturneringen German Open. År 2010 vann han dessutom den sista turneringen i Euro Players Tour Championship, i Prag, efter att ha slagit John Higgins i finalen. 2020 vann han Snooker Shoot-Out.
2022 missade han för första gången på 26 år att kvalificera sig som professionell.
Bland Holts bedrifter kan nämnas att han vann en match i Bahrain Championship 2008 mot irländaren David Morris med 5-0, och att Morris i matchen endast lyckades åstadkomma 10 poäng - det lägsta antalet poäng någon gjort i en rankingmatch över 9 frames sedan 1992.

### Personlighet
Holt har gjort sig känd som en spelare som har svårt att hålla nerverna i styr, han har förlorat många viktiga matcher från stora överlägen. Han har också medgivit att han ofta tappat humöret efter att ha gjort en dålig stöt, och att han suttit och grubblat över detta under flera frames. Han har fått sitt smeknamn, The Hitman, eftersom han ofta slagit handen i bordet efter dåliga stötar.

## Titlar

### Rankingtitlar
- Snooker Shoot-Out - 2020

### Mindre rankingtitlar
- Euro Players Tour Championship 6 - 2010
- Players Tour Championship 10 - 2011

### Övriga titlar
- German Open - 2006